# Jorge Ducas Filantropeno
Jorge Ducas Filantropeno (em grego: Γεώργιος Δούκας Φιλανθρωπηνός; morreu depois de 1452) foi um confidente próximo do imperador João VIII Paleólogo (r. 1425–1448) e serviu brevemente como mesazonte (ministro chefe) do Império Bizantino em 1438-1439.

## Vida
Jorge foi parente do patriarca de Constantinopla José II, que morreu em 1439 durante um concílio. Ele deixou uma doação para a igreja de Santa Maria Novella em Florença, onde José foi enterrado, para uma missa anual em sua memória. Sua primeira aparição foi em 1429. João VIII cofiou-lhe as simbolicamente importantes missões diplomáticas de conferência da insígnia de déspota para os governantes sérvios Jorge I Branković (1429 ou 1435) e Lázaro II Branković (1446). Em 1438-1439 ele acompanhou João VIII no concílio de Ferrara e foi nomeado mesazonte conjuntamente com Manuel Jágaris Paleólogo. Nesta capacidade ele desempenhou um papel importante, colocando pressão sobre a delegação bizantina para aceitar a União das Igrejas Católica e Ortodoxa.